# Stal (plaats)
Stal is een gehucht en een parochie in Koersel, een deelgemeente van de stad Beringen in de Belgische provincie Limburg.

## Ligging
Stal ligt ten noorden van Koersel, deelgemeente van Beringen waartoe het gehucht behoort, en ten zuiden van Korspel, een gehuchtje van Beverlo, een andere deelgemeente van Beringen. Het is een groen gehucht met meer dan 1200 inwoners. De laatste jaren is het bevolkingsaantal sterk aan het groeien.
In de volksmond wordt er een onderscheid gemaakt tussen Onder-Stal in het Westen en Boven-Stal in het Oosten. Soms wordt ook gesproken van Midden-Stal waarmee dan het eigenlijk centrum van Stal wordt bedoeld. De naam Midden-Stal is echter heel recent. (Oorspronkelijk sprak men van Stal én de gebieden Boven-Stal en Onder-Stal als perifere gebieden die respectievelijk hoger en lager dan Stal lagen.)

## Bezienswaardigheden
- Op het grondgebied van het gehucht ligt de Mijnterril Beringen, behorend bij de voormalige steenkoolmijn van Beringen.
- Op de nabijgelegen Zwarte Beek bevindt zich de Stalse Molen.
- De Gerardus Majella Kerk  is een modernistisch kerkgebouw uit 1976.
- De Stalse Schans: de naam van de vroegere schans in de Neerstraat [1] is nu van een authentiek ijssalon met bijhorende schapenboerderij in Stal.
- De wandelgebieden in bebost gebied, gelegen ten noorden van de Orgelwinningstraat, Raapstraat en de Korspelheidestraat.
- Wijndomein Beau Marais, een wijndomein gevestigd op de Stalse zandbodem.

## Afkomstig uit Stal
- Hubert Droogmans (1858-1938), topambtenaar en politicus van Kongo-Vrijstaat
- Heidi Lenaerts, Studio Brussel, Ketnet en Klara-presentatrice